# Osiedle Zdrojowe (Zielona Góra)
Osiedle Zdrojowe (przed 1945 Maugschtberg) – osiedle Zielonej Góry,  położone w pòłnocno-wschodniej części miasta. 
Na terenie obecnego Osiedla Zdrojowego znajdowała się niewielka wieś nosząca nazwę Maugschtberg (Moczydło), która po 1945 zanikła. W latach 90. XX wieku rozpoczęto budowę budynków wielorodzinnych 4- i 5-piętrowych. Rozbudowa osiedla w kierunku zachodnim trwa.